# 총알탑

총알탑(shot tower)은 중근세에 납으로 소구경 산탄 알갱이를 만들던 시설이다. 바닥에 물을 고아 놓고 탑 꼭대기에서 녹인 납을 구리 체에 부으면 자유낙하한 액체 납 방울이 물에 떨어져 굳는다.